# 物書堂
株式会社物書堂（ものかきどう、英文社名：MONOKAKIDO Co. Ltd.）は、東京都江東区に本社を置き、macOS / iOS用ソフトウェアの企画・開発および販売を行う日本の企業。

## 概要
エルゴソフトで日本語ワープロソフト「egword」および日本語入力システム「egbridge」のプロデューサーを務めた廣瀬則仁と、プロダクトマネージャーを務めた荒野健太によって2008年2月に設立された。同年4月1日に事業を開始し、macOS用日本語入力プログラム「かわせみ」や、「ウィズダム英和・和英辞典」「大辞林」などの辞書を購入、閲覧できるiOSおよびmacOS用電子辞書ビューワーアプリ「辞書 by 物書堂」の開発・販売を行っている。
事業開始時にテキストエディタの開発を目標として掲げる。2009年10月4日に行われた「AUGM in Osaka / October 2009」でオリジナルのエディタを開発していることを明かし、2010年10月9日の「AUGM in Okinawa 2010」で、iPadアプリケーションとして開発中のエディタを披露した。2017年にコーエーテクモゲームスからegword Universal 2の開発資産を取得、翌年macOS High Sierra対応版を発売した。

## 製品一覧

### macOS用ソフトウェア
- かわせみ … 日本語入力プログラム
- egword Universal 2 … 日本語ワードプロセッサ
- 辞書 by 物書堂 … 電子辞書ビューワー。macOS版は2021年4月提供開始。アプリケーションはMac App Storeで無料提供される。アプリケーション内の物書堂ストアから購入する辞書コンテンツは、先行したiOS / iPadOS版と共通で、「ユニバーサル購入」によりiOS / iPadOSでもmacOSでも使える。macOS Big Sur 11.3以降がインストールされたMac（Intel Mac、M1 Mac両対応）で動作する[7]。

### iOS / iPadOS用ソフトウェア

#### 統合アプリケーションとそのコンテンツ
それまで個別アプリケーションとして発売していたコンテンツを分野ごとに統合し、一括して利用することができるようになった。新規コンテンツはアプリケーション内の物書堂ストアから購入・ダウンロードする。
- 辞書 by 物書堂 … 電子辞書ビューワー。2019年3月提供開始。
  - 明鏡国語辞典 第三版 
  - 精選版 日本国語大辞典 
  - 大辞泉 
  - 大辞林 第四版 
  - 新明解国語辞典 第八版 
  - 三省堂国語辞典 第八版 
  - NHK 日本語発音アクセント新辞典 
  - 日本語シソーラス 類語検索辞典 
  - 角川類語新辞典 
  - 三省堂 全訳読解古語辞典 第五版 
  - 旺文社 全訳古語辞典 第五版 
  - 角川新字源 改訂新版 
  - 全訳 漢辞海 第四版 
  - 漢検漢字辞典 第二版 
  - 有斐閣 現代心理学辞典 
  - ウィズダム英和・和英辞典（第4版／第3版）  … 旧版「ウィズダム英和・和英辞典（第2版／初版）」は、App Storeオープン初日のリリース[8]。
  - ジーニアス英和・和英辞典（第5版／第3版） 
  - オーレックス英和・和英辞典（第3版／第2版） 
  - エースクラウン英和辞典（第3版） 
  - ジーニアス英和大辞典 
  - 研究社 新英和大辞典 
  - 研究社 新和英大辞典 
  - 新編英和活用大辞典 
  - リーダーズ英和辞典 + リーダーズ・プラス 
  - 小学館 ランダムハウス英和大辞典（第2版） 
  - 小学館 オックスフォード 英語類語辞典 
  - 小学館 オックスフォード 英語コロケーション辞典 
  - オックスフォード現代英英辞典（第10版） 
  - オックスフォード アカデミック英英辞典 
  - Oxford Learner’s Thesaurus 
  - Oxford Collocations Dictionary 
  - コウビルド英英辞典（第9版） 
  - コウビルド英英辞典（米語版 第2版） 
  - コウビルド英英和辞典（米語版） 
  - 柯林斯 COBUILD 高级英汉双解词典 
  - コリンズ英語辞典 
  - 柯林斯 COBUILD 高阶英汉双解学习词典 
  - 小学館 中日・日中辞典（第3版） 
  - 超級クラウン中日・クラウン日中辞典 
  - 中日英・日中英 投資・会計・税務用語辞典 
  - 小学館 韓日・日韓辞典  … 小学館『朝鮮語辞典』（1992年）と『日韓辞典』をセットにしたコンテンツ
  - プログレッシブ タイ語辞典 
  - プチ・ロワイヤル仏和辞典（第5版） 
  - プチ・ロワイヤル和仏辞典（第3版） 
  - 小学館 ロベール 仏和大辞典 
  - アクセス独和・和独辞典 
  - アクセス独和辞典 
  - 小学館 独和大辞典（第2版） 
  - 小学館 伊和・和伊中辞典 
  - 小学館 西和中辞典・和西辞典 
  - 小学館 西和中辞典・ポケプロ和西辞典 
  - 白水社 現代ポルトガル語辞典 
  - プログレッシブ ロシア語辞典
- 英単語 by 物書堂 … 統合英単語学習ソフトウェア。
  - 英単語ターゲット1900（6訂版） 
  - 英単語ターゲット1400（5訂版） 
  - 英単語ターゲット1200（改訂版） 
  - 英熟語ターゲット1000（4訂版） 
  - 英単語ターゲット1900（5訂版） 
  - 英単語ターゲット1400（4訂版） 
  - 英単語ターゲット1200 
  - チャンクで英単語 Basic（第2版） 
  - チャンクで英単語 Standard（第2版） 
  - チャンクで英単語 Advanced 
  - チャンクで英単語 Basic 
  - チャンクで英単語 Standard 
  - 中学英単語ターゲット1800（4訂版） 
  - 中学英熟語ターゲット400（4訂版） 
  - 中学英単語ターゲット1800（3訂版） 
  - 中学英熟語ターゲット380（3訂版） 
  - 英検® でる順パス単 1級 
  - 英検® でる順パス単 準1級 
  - 英検® でる順パス単 2級 
  - 英検® でる順パス単 準2級 
  - 金のフレーズ 2 
  - 新TOEIC®テスト 英単語・熟語 マスタリー2000 
  - TOEFL®テスト英単語3800（4訂版）
- 六法 by 物書堂 … アプリケーション内で三省堂の判例六法『模範六法』とそのサブセット『模範小六法』の各年版を個別コンテンツとして購入し使用する。
  - 模範六法
  - 模範小六法

#### 単体アプリケーション
- 『分野別 漢検でる順問題集』シリーズ（新装四訂版）… 日本漢字能力検定の2012年以降の新審査基準に対応。「漢検プチドリル5000」は旧基準準拠の旧製品。
  - 漢検でる順問題集［2級・準2級］
  - 漢検でる順問題集［3級・4級・5級］
- 図鑑
  - 日本の野鳥（山溪ハンディ図鑑）
  - 野に咲く花（山溪ハンディ図鑑）